# Jan Lipowski
Jan Lipowski (ur. 20 lutego 1912 w Zakopanem, zm. 5 maja 1996 tamże) – narciarz, trener, olimpijczyk z St.Moritz 1948.
Był zawodnikiem Wisły Zakopane. Zdobył mistrzostwo Polski w slalomie specjalnym w 1936 r.. Był wicemistrzem Polski w 1935 roku w kombinacji norweskiej oraz w zjeździe w 1937 r.
Na igrzyskach olimpijskich w 1948 r. nie ukończył slalomu specjalnego na skutek upadku w drugim przejeździe. Po zakończeniu kariery był trenerem.